# Chiaro di luna (Jovanotti)
Chiaro di luna è un singolo del cantautore italiano Jovanotti, pubblicato il 9 novembre 2018 come sesto estratto dal quattordicesimo album in studio Oh, vita!.

## Video musicale
Il video è stato pubblicato il 21 novembre 2018 attraverso il canale YouTube del cantante ed è stato girato ad Asmara in Eritrea. Un secondo video del brano in versione reggae è stato pubblicato il 23 dicembre 2018.

## Classifiche
| Classifica (2018) | Posizione massima |
| ----------------- | ----------------- |
| Italia            | 62                |